# Pedro Moncayo (kanton)
Pedro Moncayo – kanton w prowincji Pichincha, w Ekwadorze. Stolicą kantonu jest Tabacundo.